# Дунавски мост (Бугарска—Румунија)
Дунавски мост (раније познат као Мост пријатељства; буг. Мост на дружбата, или Дунавски мост; рум. Podul Prieteniei или Подул де ла Гиургиу) челични је мост преко реке Дунав, на висини од 30м изнад воде, који повезује бугарску обалу на југу са румунском обалом на северу и градове Русе и Ђурђу. Први је изграђен, од само два моста који спајају Румунију и Бугарску, а други је мост Нова Европа између градова Видин и Калафат.

## Историја
Студије о могућности изградње моста преко Дунава и успостављање копнене везе између западне и централне Европе са Балканским полуострвом, започеле су после Кримског рата (1853 - 1856). Идеју румунске стране из 1884. године бугарски премијер Петко Каравелов није прихватао јер предложена локација није била усклађена са плановима за железничку мрежу у Бугарској. Почетком 20. века идеја о изградњи моста преко Дунава између Бугарске и Румуније ушла је у нову фазу. Период се поклапа са већ формираним јасним концептом изградње железничких мрежа две земље, али до почетка Другог светског рата заинтересоване стране нису успеле постићи договор. Након Другог светског рата, преговори су настављени а Политбиро Централног комитета Бугарске комунистичке партије у својој одлуци од 11. марта 1950. пристао је на услове које је предложила совјетска влада за изградњу моста преко Дунава на локацији Русе-Ђурђу.
Мост је отворен 20. јуна 1954. а дизајнирали су га совјетски инжењери В. Андрејев и Н. Рудомазин. Мост је дугачак 2.223,52 м и у то време био једини мост преко Дунава који су делиле Бугарска и Румунија, а остали саобраћај се обављао трајектима и копненим путевима. Декорације је дизајнирао бугарски архитекта Георги Овчаров. 
Мост има две платформе; аутопут са две траке и железничку пругу. Укључени су и тротоари за пешаке. Средишњи део моста (85 м) је мобилан и може се подићи за пролаз великих бродова. Одржавање мобилног дела је у надлежности Румуније и периодично се проверава. Мост је изграђен за две и по године уз помоћ Совјетског Савеза.
Совјети су га прозвали „Мост пријатељства“, али, од пада комунистичких режима у обе земље, мост је добио функционалније име „Дунавски мост“.
Станице граничне контроле присутне су на мосту, јер служи као гранични прелаз између две државе. Од јануара 2007. више не постоји царинска контрола и контролу пасоша/личне карте обавља бугарска или румунска погранична полиција, што је "унутрашња граница" у оквиру Европске уније. Гранична контрола биће у потпуности уклоњена када се Бугарска и Румунија придруже Шенгенском споразуму.
3. септембра 2011. године бугарски део моста је отворен, после два месеца реконструкције.
Постоје пар правоугаоних кула подупртих стубовима на оба краја.

## Галерија
- Слике моста зими
- Румунска страна моста
- Средина моста која се види из воза Босфорус Експрес (Букурешт - Истанбул)